# Velîkîi Kliuciv, Colomeea
Velîkîi Kliuciv (în ucraineană Великий Ключів) este o comună în raionul Colomeea, regiunea Ivano-Frankivsk, Ucraina, formată numai din satul de reședință.

## Demografie
Componența lingvistică a comunei Velîkîi Kliuciv
     Ucraineană (99,62%)
     Alte limbi (0,38%)
Conform recensământului din 2001, majoritatea populației comunei Velîkîi Kliuciv era vorbitoare de ucraineană (99,62%), existând în minoritate și vorbitori de alte limbi.